# Biserica „Sfântul Arhanghel Mihail” din Voroteț
Biserica „Sf. Arhanghel Mihail” este o biserică amplasată în Voroteț, raionul Orhei, Republica Moldova. Este un monument arhitectural de importanță națională inclus în Registrul monumentelor Republicii Moldova ocrotite de stat cu nr. 1265 (raionul Orhei). Datează din 1837.